# 은재네 이야기
《은재네 이야기》는 2002년 5월 17일에 MBC에서 방영한 베스트극장이다.

## 등장 인물

### 주요 인물
- 이상아 : 유진 역
- 송일국 : 승후 역

### 그 외 인물
- 정재곤 : 현택 역 - 유진의 전남편, 의사
- 이민재 : 희림 역 - 현택의 애인, 아나운서
- 김성호 : 은재 역 - 현택와 유진의 아들
- 문예지
- 김명희
- 김홍석
- 이경아
- 김은영
- 장태상
- 정이란
- 현숙희
- 오협
- 전익령
- 신동미
- 이영미
- 고주연 (아역)
- 이창현 (아역)